# Državni neprijatelj
 Ovo je glavno značenje pojma Državni neprijatelj. Za film istog naziva pogledajte Državni neprijatelj (1931).
Državni neprijatelj pojam je koji označava osobu osumnjičenu ili optuženu za kaznena djela protiv države, a često se tako označavaju pojedinci, društveni i politički disidenti koji se protive totalitarnom režimu.